# 龙头岕窑址
31°14′16″N 119°49′07″E / 31.23787°N 119.81872°E
龙头岕窑址，位于中华人民共和国江苏省无锡市宜兴市丁蜀镇周家村分洪桥南九十头山龙头岕裆，在小窑墩遗址南约300米，堆积面积约500平方米，为江苏省文物保护单位。

## 特点
1975年至1976年，当地考古队在丁蜀南山北麓的龙头岕、六十头和马臀地区发现了三处瓷窑址。龙头岕窑址标本主要是六朝时期青瓷器有各种规格的钵（盏）、洗（盆）、盘口壶、双系罐、水盂等。胎色以灰白色、青灰色为主，釉色以青黄色、茶黄色为主。